# Rizomorfo

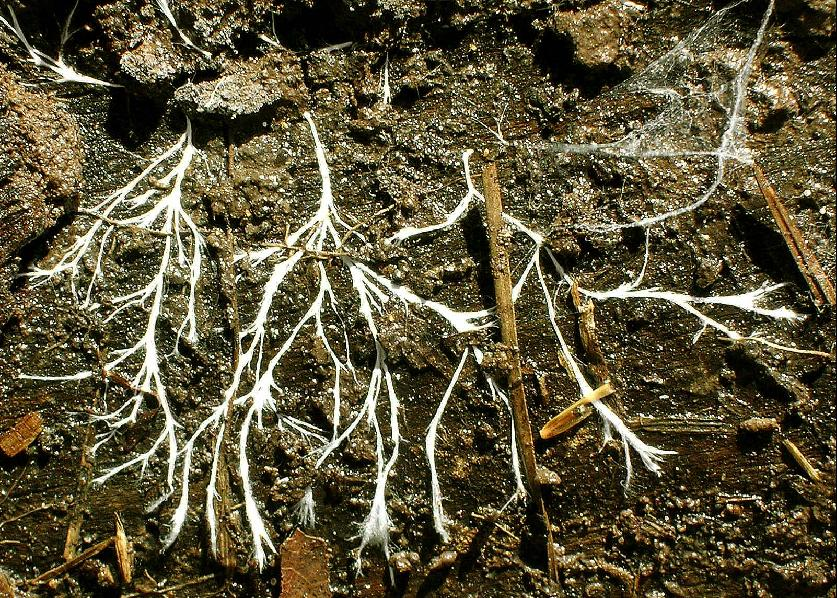
Rizomorfos sob um tronco apodrecido

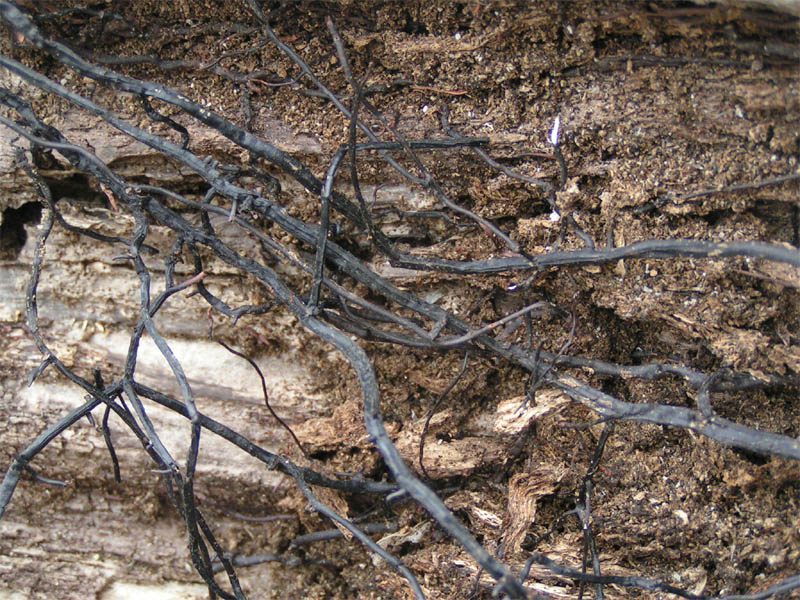
Rizomorfos de Armillaria

Rizomorfos ou cordões miceliais são agregados lineares de hifas paralelas. Os rizomorfos podem ter aspecto semelhante ao das raízes das plantas, e frequentemente têm funções similares.

São capazes de transportar nutrientes a grandes distâncias. Por exemplo, podem transferir nutrientes para um corpo frutífero em crescimento, ou permitir aos fungos decompositores de madeira crescerem através do solo a partir de uma base alimentar estabelecida em busca de novas fontes de alimento. Para os fungos parasitas, podem auxiliar a disseminar a infecção crescendo desde aglomerações estabelecidas em direção a partes não infectadas. Os rizomorfos de alguns fungos decompositores de madeira (como Serpula lacrymans) podem ser capazes de penetrar em alvenaria. Essas estruturas servem também para estabelecer uma relação simbiótica de micorriza com alguma planta próxima, possibilitando a troca de nutrientes entre as mesmas. Um exemplo de planta que comumente utiliza desse tipo de relação com os fungos são as orquídeas.